# Lucas Rosa
Lucas Oliveira Rosa (Ribeirão Preto, 3 aprile 2000) è un calciatore brasiliano, difensore dell'Ajax.

## Carriera
Cresciuto nel settore giovanile del Palmeiras, nel 2018 si trasferisce alla Juventus. Il 30 marzo 2019 esordisce tra i professionisti con la seconda squadra del club piemontese, nella partita di Serie C persa per 0-4 contro la Pistoiese. Con la formazione bianconera vince una Coppa Italia di Serie C; il 27 maggio 2021 passa al Real Valladolid, con cui firma un quadriennale.
Dopo aver trascorso una stagione con il Real Valladolid B, il 19 ottobre 2022 debutta con la prima squadra del Pucela, in occasione dell'incontro di Primera División vinto per 4-1 contro il Celta Vigo.

## Statistiche

### Presenze e reti nei club
Statistiche aggiornate al 18 maggio 2025.
| Stagione                    | Squadra                     | Campionato                  | Campionato | Campionato | Coppe nazionali | Coppe nazionali | Coppe nazionali | Coppe continentali | Coppe continentali | Coppe continentali | Altre coppe | Altre coppe | Altre coppe | Totale | Totale |
| Stagione                    | Squadra                     | Comp                        | Pres       | Reti       | Comp            | Pres            | Reti            | Comp               | Pres               | Reti               | Comp        | Pres        | Reti        | Pres   | Reti   |
| --------------------------- | --------------------------- | --------------------------- | ---------- | ---------- | --------------- | --------------- | --------------- | ------------------ | ------------------ | ------------------ | ----------- | ----------- | ----------- | ------ | ------ |
| feb.-apr. 2019              | Juventus U23                | C                           | 2          | 0          | CI-C            | -               | -               | -                  | -                  | -                  | -           | -           | -           | 2      | 0      |
| 2019-2020                   | Juventus U23                | C                           | 17         | 0          | CI-C            | 4               | 0               | -                  | -                  | -                  | -           | -           | -           | 21     | 0      |
| 2020-2021                   | Juventus U23                | C                           | 12         | 0          | -               | -               | -               | -                  | -                  | -                  | -           | -           | -           | 12     | 0      |
| Totale Juventus U23         | Totale Juventus U23         | Totale Juventus U23         | 31         | 0          |                 | 4               | 0               |                    | -                  | -                  |             | -           | -           | 35     | 0      |
| 2021-2022                   | Real Valladolid B           | PR                          | 22         | 1          | -               | -               | -               | -                  | -                  | -                  | -           | -           | -           | 22     | 1      |
| 2022-2023                   | Real Valladolid B           | SF                          | 3          | 0          | -               | -               | -               | -                  | -                  | -                  | -           | -           | -           | 3      | 0      |
| Totale Real Valladolid B    | Totale Real Valladolid B    | Totale Real Valladolid B    | 25         | 1          |                 | -               | -               |                    | -                  | -                  |             | -           | -           | 25     | 1      |
| 2022-2023                   | Real Valladolid             | PD                          | 17         | 0          | CR              | 3               | 0               | -                  | -                  | -                  | -           | -           | -           | 20     | 0      |
| 2023-2024                   | Real Valladolid             | SD                          | 35         | 1          | CR              | 2               | 0               | -                  | -                  | -                  | -           | -           | -           | 37     | 1      |
| 2024-gen. 2025              | Real Valladolid             | PD                          | 21         | 0          | CR              | 2               | 0               | -                  | -                  | -                  | -           | -           | -           | 23     | 0      |
| Totale Real Real Valladolid | Totale Real Real Valladolid | Totale Real Real Valladolid | 73         | 1          |                 | 7               | 0               |                    | -                  | -                  |             | -           | -           | 80     | 1      |
| gen.-giu. 2025              | Ajax                        | ED                          | 5          | 0          | CO              | 0               | 0               | UEL                | 3                  | 0                  | -           | -           | -           | 8      | 0      |
| Totale carriera             | Totale carriera             | Totale carriera             | 134        | 2          |                 | 11              | 0               |                    | 3                  | 0                  |             | -           | -           | 148    | 2      |

## Palmarès

### Club

#### Competizioni nazionali
- Coppa Italia Serie C: 1

Juventus U23: 2019-2020